# 마치다 란지로
마치다 란지로(일본어: 町田 蘭次郎, 1996년 6월 22일~)는 일본의 축구 선수이다.

## 구단 경력
그는 2019년 일본 풋볼 리그의 FC 오사카에 입단했다. 2022년 일본 풋볼 리그 준우승으로 J3리그로 승격했다. 2023년까지 105경기에 출전하여, 9득점을 넣었다. 2024년 일본 풋볼 리그의 라인미어 아오모리로 이적했다. 2025년 베어틴 미에로 이적했다.